# ژان فیلیپ جاوری
ژان فیلیپ جاوری (انگلیسی: Jean-Philippe Javary؛ زادهٔ ۱۰ ژانویهٔ ۱۹۷۸) بازیکن فوتبال اهل فرانسه است.
از باشگاه‌هایی که در آن بازی کرده‌است می‌توان به باشگاه فوتبال اسپانیول، باشگاه ورزشی مون‌پلیه، باشگاه فوتبال شفیلد یونایتد، باشگاه فوتبال همیلتون آکادمیکال، باشگاه فوتبال پلیموث آرگیل، باشگاه فوتبال برنتفورد، باشگاه فوتبال پاتریک تیسل، و باشگاه فوتبال والسال اشاره کرد.